# Bitwa pod Karteą

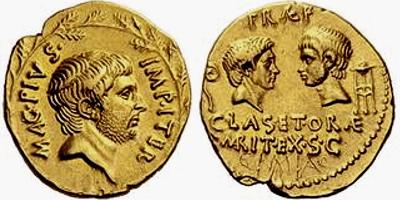
Moneta z wizerunkiem Gnejusza Pompejusza Młodszego

Bitwa pod Karteą – starcie zbrojne, które miało miejsce w roku 45 p.n.e. w czasie kampanii Cezara w Hiszpanii.
W czasie gdy Cezar zdobywał Kordobę, w Kartei, gdzie ukrywał się Gnejusz Pompejusz Młodszy, doszło do buntu i rzezi jego zwolenników. Pompejusz wówczas zajął 20 okrętów i ratował się ucieczką. Wkrótce część okrętów Pompejusza stała się łupem wojsk Cezara pod wodzą Dydiusza, Pompejusz zaś, schodząc na ląd zbiegł w okoliczne tereny, chroniąc się w jednej z kryjówek. Gdy tylko cezrianie odkryli kryjówkę Pompejusza, przypuścili na nią atak. Pompejańczycy odparli jednak przeciwnika, zarzucając go gradem pocisków. Wówczas to Dydiusz postanowił okrążyć resztki sił Pompejusza, budując wokół jego kryjówki wał ziemny.
Widząc zacieśniający się pierścień okrążenia, żołnierze Pompejusza rozpoczęli ucieczkę, a on sam (ranny podczas jednej z poprzednich utarczek) schował się w jaskini, gdzie po krótkim czasie został odnaleziony i zabity przez żołnierzy Cezara. Na wieść o śmierci Gnejusza Pompejusza, jego brat Sekstus wycofał się na północ Hiszpanii, gdzie rozpoczął proces odradzania sił zbrojnych pompejańczyków.